# Almirante Grau
Almirante Grau es una villa peruana ubicada en el distrito de Cura Mori, perteneciente a la provincia y departamento de Piura, al norte del Perú. 

## Ubicación
Almirante Grau se ubica al suroeste de la provincia de Piura, en el distrito de Cura Mori, en el departamento de Piura.

## Demografía
En 2017 Almirante Grau tenía una población de 2287 habitantes.